# Urban Strangers
Gli Urban Strangers sono stati un duo musicale elettropop italiano formatosi a Somma Vesuviana nel 2012.

## Storia
Il duo, formato da Gennaro Raia e Alessio Iodice, nasce nel 2012, quando cominciano a esibirsi nei locali della loro zona. All'inizio del 2015 entrano sotto contratto con l'etichetta Casa Lavica Records, che produce loro l'EP d'esordio dal titolo Urban Strangers.
Quello stesso anno partecipano alla nona edizione di X Factor, nella categoria dei gruppi capitanati da Fedez, classificandosi in seconda posizione. Firmano per la Sony Music e pubblicano il loro album di debutto, Runaway, che ristampa il primo EP con l'aggiunta di altri brani interpretati durante il programma; l'album viene certificato disco d'oro. Il singolo omonimo è invece certificato disco di platino con oltre 2 milioni di visualizzazioni su YouTube e premiato ai Wind Music Awards 2016 all'Arena di Verona. Vengono inoltre nominati nella categoria "Best Italian Band" agli MTV Awards 2016.
L'8 aprile 2016 è pubblicato il nuovo singolo Last Part (New Version), che anticipa il secondo disco Detachment, che esce il 14 ottobre 2016. Il 24 marzo 2017 iniziano il loro tour di concerti dal Duel Beat di Napoli.
Nel 2018 esce il loro primo singolo in lingua italiana, Non so, che anticipa l'uscita del loro secondo album, intitolato U.S, per la prima volta interamente in italiano, pubblicato il 7 settembre.
Il 29 marzo 2020 annunciano sui social la pausa del progetto musicale.

## Formazione
- Alessio Iodice (Massa di Somma, 18 settembre 1995) – voce, chitarra, batteria elettronica, tastiera elettronica
- Gennaro Raia (Pollena Trocchia, 12 febbraio 1995) – voce, chitarra, batteria elettronica

## Discografia

### Album in studio
- 2015 – Runaway
- 2016 – Detachment
- 2018 – U.S

### EP
- 2015 – Urban Strangers

### Singoli
- 2015 – Runaway
- 2016 – Last Part (New Version)
- 2016 – Bones
- 2017 – Stronger
- 2018 – Non so
- 2018 – Non andrò via